# Comuna Măcărești, Ungheni
Comuna Măcărești este o comună din raionul Ungheni, Republica Moldova. Este formată din satele Măcărești (sat-reședință) și Frăsinești.

## Demografie
Conform datelor recensământului din 2014, comuna are o populație de 4.192 de locuitori. La recensământul din 2004 erau 4.660 de locuitori.

## Administrație și politică
Componența Consiliului local Măcărești (13 consilieri), ales la 5 noiembrie 2023, este următoarea:
|  | Partid                                       | Consilieri | Componență | Componență | Componență | Componență | Componență | Componență | Componență |
|  | -------------------------------------------- | ---------- | ---------- | ---------- | ---------- | ---------- | ---------- | ---------- | ---------- |
|  | Partidul Acțiune și Solidaritate             | 7          |            |            |            |            |            |            |            |
|  | Coaliția pentru Unitate și Bunăstare         | 2          |            |            |            |            |            |            |            |
|  | Partidul Socialiștilor din Republica Moldova | 2          |            |            |            |            |            |            |            |
|  | Partidul Liberal Democrat din Moldova        | 1          |            |            |            |            |            |            |            |
|  | Partidul Social Democrat European            | 1          |            |            |            |            |            |            |            |